# Simira fragrans
Simira fragrans är en måreväxtart som först beskrevs av Henry Hurd Rusby, och fick sitt nu gällande namn av Julian Alfred Steyermark. Simira fragrans ingår i släktet Simira och familjen måreväxter.
Artens utbredningsområde är Bolivia. Inga underarter finns listade i Catalogue of Life.